# Pontus Jansson
Pontus Sven Gustav Jansson, född 13 februari 1991 i Arlöv i Burlövs kommun i dåvarande Malmöhus län, är en svensk fotbollsspelare (försvarare) som spelar för Malmö FF. Han har tidigare spelat för Brentford och bland annat gjort en hyllad treårig sejour i Leeds United.

## Klubblagskarriär

### Malmö FF
Jansson började sin karriär i Arlövs BI, men gick som 15-åring till Malmö FF. År 2003 blev han utnämnd till Malmö FF:s mest lovande junior. I augusti 2009 skrev han på ett proffskontrakt på fem år, och den 14 september 2009 gjorde han sin allsvenska debut, borta mot Djurgårdens IF på Stockholms stadion. Matchen slutade med seger till Malmö FF, 2-1.
Fram till vintern 2010 sågs Jansson främst som innermittfältare och anfallare. Men skadeproblem i backlinjen gjorde att han började spela mittback på a-lagsträningarna under försäsongen. I slutminuterna mot GAIS i mars gjorde Pontus Jansson sin allsvenska debut som mittback. När Jasmin Sudic skadade korsbandet på en träning några dagar före vårderbyt mot Helsingborg IF och Markus Halsti redan var borta med skadebekymmer, fick Jansson göra sin första allsvenska match från start och då på den något ovana mittbackspositionen. Han berättade dock att han spelat några matcher som mittback tidigare, under ungdomstiden i Arlöv. Jansson gjorde totalt 17 matcher under 2010 i Allsvenskan, varav 14 från start och tog därmed sin första allsvenska serieseger.
Han ingick även i Malmö FF:s guldlag 2013. När Malmö FF jagade en kvittering i matcherna mot Mjällby och Kalmar skickades Jansson i slutskedet upp i den gamla positionen som anfallare.

### Torino
Från den 1 augusti 2014 kontrakterades Jansson av Torino FC. Då hans kontrakt med Malmö FF hade löpt ut fick klubben ingen övergångssumma, men dock ett utbildningsbidrag på 4,5 miljoner kronor. Den 19 oktober 2014 debuterade han i Serie A för Torino i en match mot Udinese. Under sin första säsong i Serie A spelade Jansson i nio seriematcher, varav två inhopp. Säsongen därpå gjorde han sju framträdanden i ligan, varav ett inhopp. Han spelade också över de två säsongerna sammanlagt tre matcher i Coppa Italia.

#### Leeds United (lån)
Den 18 augusti 2016 lånade Torino ut honom till Leeds United i engelska Championship för resten av säsongen, med option på en permanent övergång. Jansson blev snabbt en publikfavorit på Elland Road och fick bland annat en sång tillägnad sig. Han vann utmärkelsen som klubbens bäste spelare i september 2016. I februari 2017 skrev han på ett treårskontrakt för Leeds, med tidpunkten för den permanenta övergången satt till den 1 juli samma år. Jansson spelade 34 seriematcher under sin första säsong i Leeds, samtliga från start.
| ”                             | Pontus Jansson is magic, he wears a magic hat. If you throw a brick at him, he’ll head that fucker back. | „ |
| – Supportersång, Leeds United | |   |

### Leeds United

#### 2017/2018
Jansson var avstängd i säsongspremiären 2017/2018 på grund av gula kort han dragit på sig under föregående säsong, men fortsatte därefter som ordinarie mittback i startelvan. Av de nästföljande elva seriematcherna startade Jansson tio; det enda undantaget utgjordes av matchen mot Ipswich Town den 23 september, då han vilades på grund av en smäll i föregående match.
Den 25 oktober 2017 skrev Jansson på ett nytt femårigt kontrakt med Leeds United, gällande till utgången av säsongen 2021/22.
I januari 2018 röstades Jansson på spelarorganisationen PFA:s hemsida fram till december månads bäste spelare i Championship. Han gjorde under den aktuella månaden fler rensningar och tacklingar än någon annan spelare i divisionen. Sammanlagt kom Jansson att spela 42 av Leeds 46 seriematcher under säsongen 2017/2018, och gjorde tre mål.

#### 2018/2019
Efter att ha spelat VM tidigare under sommaren anslöt Jansson till Leeds först veckan innan säsongspremiären den 5 augusti 2018. Han fick därför inleda säsongen på avbytarbänken, medan klubben stormade till serieledning efter fyra omgångar. I början av augusti 2018 erbjöd ryska klubben Krasnodar Leeds omkring 10 miljoner pund för Jansson, men klubben ska ha tackat nej till budet. Från september återtog Jansson sin ordinarie plats i startelvan med en rad prisade insatser, bland annat i en hemmamatch mot Brentford den 6 oktober som slutade 1–1 efter att svensken kvitterat på nick i den 88:e minuten, varvid Leeds Uniteds manager Marcelo Bielsa konstaterade att "han spelar sin bästa fotboll, det är sant."
Jansson skapade samtidigt rubriker då han i en tv-intervju omedelbart efter slutsignalen i samma match konstaterade att han "mådde skit" och att resultatet var ett "rån av domaren", den senare kommentaren en följd av en rad kontroversiella domslut inklusive en omdiskuterad straff. Senare samma dag bad Jansson om ursäkt för sina kommentarer, men mer än två veckor senare, den 23 oktober, valde FA att stänga av honom i samma kvälls match mot Ipswich. Leeds Uniteds VD Angus Kinnear kommenterade att klubben var förbryllad över att Jansson var den enda spelare som straffats efter matchen ifråga, att klubben hade sänt in en lista på 23 andra incidenter som man ansåg förtjänade att undersökas samt att man valt att inte överklaga Janssons avstängning på den enkla grunden att man inte såg någon mening med en överklagan.
Under en presskonferens den 30 november 2018 fick Jansson på nytt beröm av Bielsa, som sa att han sett väldigt få spelare med sådan längd och tyngd vara så konsistenta. Janssons insatser uppmärksammades också i pressen, bland annat efter annandagens seger över Blackburn, då han i Yorkshire Evening Post ansågs vara en kandidat för årets spelare så långt. Den 29 december 2018 spelade Jansson sin hundrade tävlingsmatch för Leeds. Jansson vann utmärkelsen PFA Fans' Championship Player of the Month för december 2018.
Jansson spelade i 39 av Leeds 46 ordinarie seriematcher under säsongen, varav 37 från start. Leeds slutade på tredje plats och fick spela playoff for uppflyttning till Premier League, vilket dock slutade i förlust mot Derby County i semifinalen. Han belönades för sina insatser med en plats i PFA Championship Team of the Year, tillsammans med bland andra mittbackskollegan Liam Cooper och lagkamraten Pablo Hernández. Marcelo Bielsa konstaterade att Jansson varit Leeds Uniteds bästa spelare under säsongen 2018/2019.
Jansson spelade sammanlagt 120 matcher och gjorde nio mål på tre säsonger i Leeds. Han var enormt populär och uppnådde kulthjältestatus bland klubbens fans.

### Brentford
Den 8 juli 2019 värvades Jansson av Championship-konkurrenten Brentford för 5,5 miljoner pund, plus tillägg för klausuler. Han skrev på ett treårigt kontrakt med option på ett fjärde år. I januari 2022 förlängde Jansson sitt kontrakt i klubben fram till sommaren 2023.

### Malmö FF
13 februari 2023 meddelade Janssons moderklubb Malmö FF att Jansson skrivit på ett fyraårskontrakt med klubben, och att han skulle ansluta till sommaren. Under sin tid i Malmö vann han SM-guld 2023, och svenska cupen 2023/2024, och SM-guld 2024.

## Landslagskarriär

### Ungdomslandslagen
Jansson har representerat Sverige på flera olika åldersnivåer. Den 24 april 2007 debuterade han för U17-laget i en 6-0-vinst mot Lettland. Efter 13 matcher på U17-nivå tog han den 26 augusti 2008 klivet upp till U19-laget, där han på drygt ett år gjorde åtta matcher. Hans första landslagsmål kom den 9 juni 2009 i en U19-match mot Bulgarien, som Sverige vann med 2-0.
Den 9 februari 2011 spelade Jansson sin första match med Sveriges U21-landslag, en förlust med 3-1 mot Portugal. Den 2 juni samma år kom hans första och enda U21-landslagsmål, i en seger med 4-1 mot Norge. Jansson spelade sammanlagt 15 matcher med U21-landslaget, varav de sista två var playoffmatcherna till U21-EM i Israel 2013, som Sverige förlorade med sammanlagt 4-2 mot Italien.

### A-landslaget
Den 18 januari 2012, under landslagets årliga januariturné, debuterade Jansson för Sverige på seniornivå, då Bahrain besegrades med 2-0. Hans andra landskamp var invigningen av nationalarenan Friends Arena den 14 november samma år, där Sverige slog England med 4-2 efter att Zlatan Ibrahimovic gjort samtliga Sveriges mål. Jansson var med i den svenska truppen till EM i Frankrike 2016, men fick som fjärdeval bland mittbackarna ingen speltid. Han kritiserade i efterhand landslagsledningen för bristande strategi.
Efter nio träningsmatcher och ett halvdussin tävlingsmatcher som oanvänd avbytare, fick Jansson för första gången speltid i en tävlingslandskamp den 11 november 2016, då Sverige förlorade med 2-1 borta mot Frankrike i kvalet till fotbolls-VM 2018. Hans första tävlingslandskamp från start kom den 25 mars 2017 mot Vitryssland, då Victor Nilsson-Lindelöf tvingades avstå på grund av skada, och Sverige vann med 4-0.
I mars 2018 utsågs Jansson till lagkapten för en träningslandskamp mot Rumänien.
Jansson togs ut i Sveriges trupp till VM i Ryssland 2018, och fick spela hela öppningsmatchen då Sverige besegrade Sydkorea med 1–0, detta efter att Nilsson-Lindelöf hade drabbats av sjukdom. Janssons andra VM-match blev ett inhopp i en offensiv roll i kvartsfinalen mot England, då Sverige jagade reducering.
Den 6 september 2018 var Jansson på nytt lagkapten för ett reservbetonat Sverige i en träningsmatch mot Österrike.
11 augusti 2021 meddelade Jansson att han slutar i landslaget, 30 år gammal. Anledningen uppgavs vara att Jansson ville fokusera på klubbfotboll och på sin familj.

## Privatliv
I juli 2017 gifte sig Jansson med Åsa Thornell.